# Palazzo Bonanni (Carrara)
Palazzo Bonanni è un edificio situato in via Roma, 5 a Carrara.

## Storia
Il prof. Vincenzo Bonanni, "distinto architetto ornatista" con un "laboratorio di architettura" nello stradone di San Francesco, oggi via Verdi, costruì su proprio disegno il palazzo tra il 1900 e il 1905. 
Artista di spicco a Carrara e "conosciuto anche all'estero per il gusto, e la precisione, con cui vengono eseguiti i lavori affidati alla sua intelligente direzione", il Bonanni si mostra in linea con le moderne tendenze artistiche realizzando l'edificio che nel panorama cittadino "più sente l'influsso del nuovo stile floreale".
Inizialmente di proprietà unica della famiglia Podestà, il palazzo è stato successivamente suddiviso in più proprietà diverse oggetto di successive transazioni immobiliari. 
Durante la seconda guerra mondiale, il palazzo ha subito danni dovuti ai bombardamenti dovuti alla vicinanza di Carrara alla Linea Gotica, bombardamenti che colpirono in particolare l'adiacente via Groppini causando la distruzione di numerosi edifici. In particolare, fu danneggiato il tetto e la parte posteriore dell'edificio. 
Sono stati effettuati nel corso del tempo diversi interventi di manutenzione, fra i quali il rifacimento completo del solaio e della pavimentazione dell'atrio, nel 1996, il rifacimento della copertura della terrazza adibita a tetto, nonché la reintonacatura dell'intera facciata posteriore, nel 2001, e la manutenzione dell'intonaco del vano scale, con successiva imbiancatura delle parti comuni, nel 2005.

## Descrizione

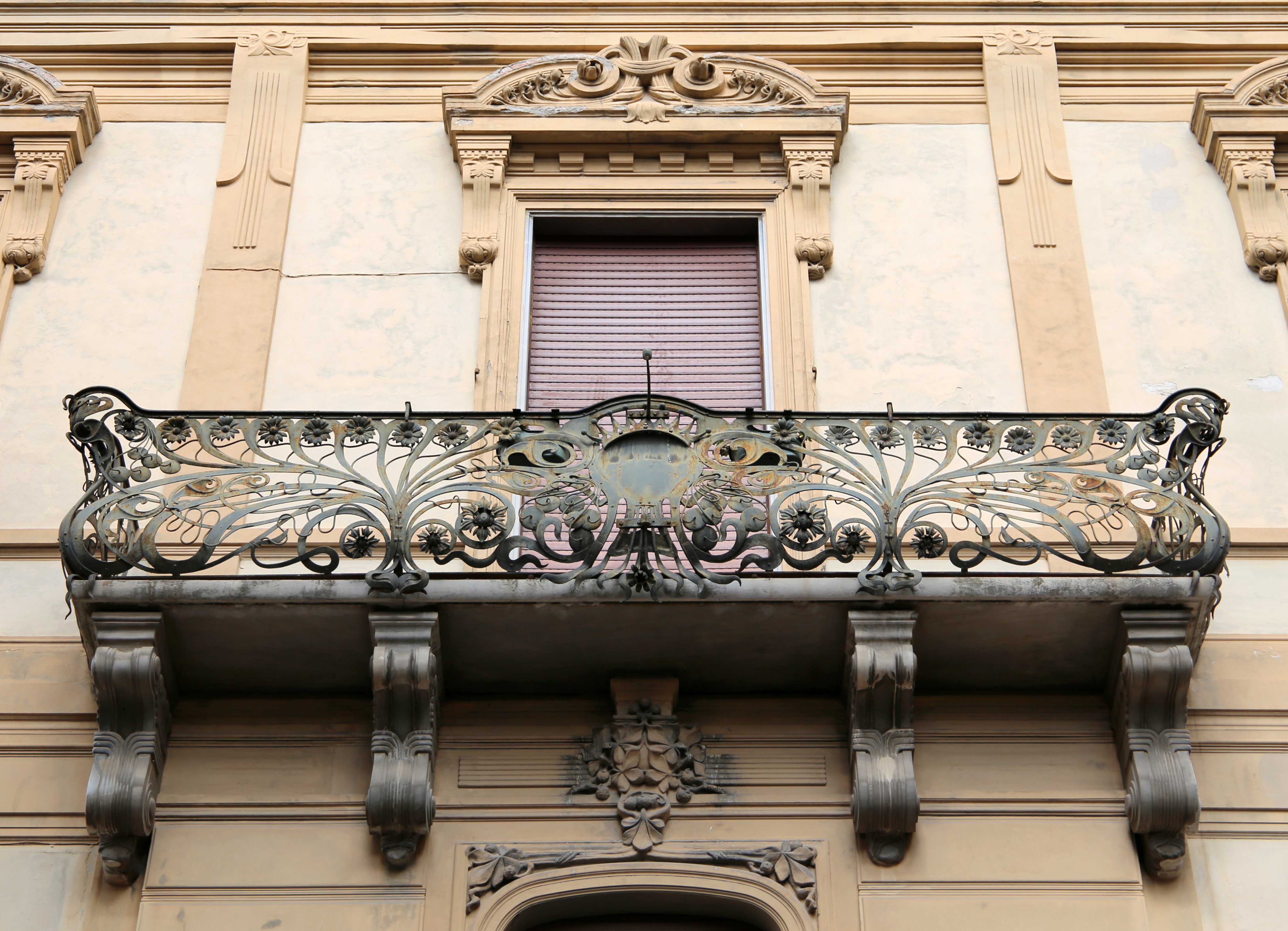
La balconata centrale

Il palazzo sorge nel cuore del centro cittadino, sulla elegante via Roma, aperta dopo l'unità d'Italia come "via capitale" della nuova città post-risorgimentale, asse centrale e portante di collegamento tra le attuali piazze Gramsci, sede dell'Accademia di belle arti, e Matteotti.
Già "salotto" della Carrara di fine Ottocento, arricchita da diversi edifici dei primi anni del Novecento improntati alle tendenze stilistiche dell'epoca, ma poi deturpata da numerosi edifici edificati frettolosamente dopo le distruzioni dovute alla seconda guerra mondiale, la strada è stata di recente ripavimentata e destinata a zona pedonale.
Di impianto ad U, il palazzo Bonanni si sviluppa su quattro piani fuori terra più attico.

### Esterno

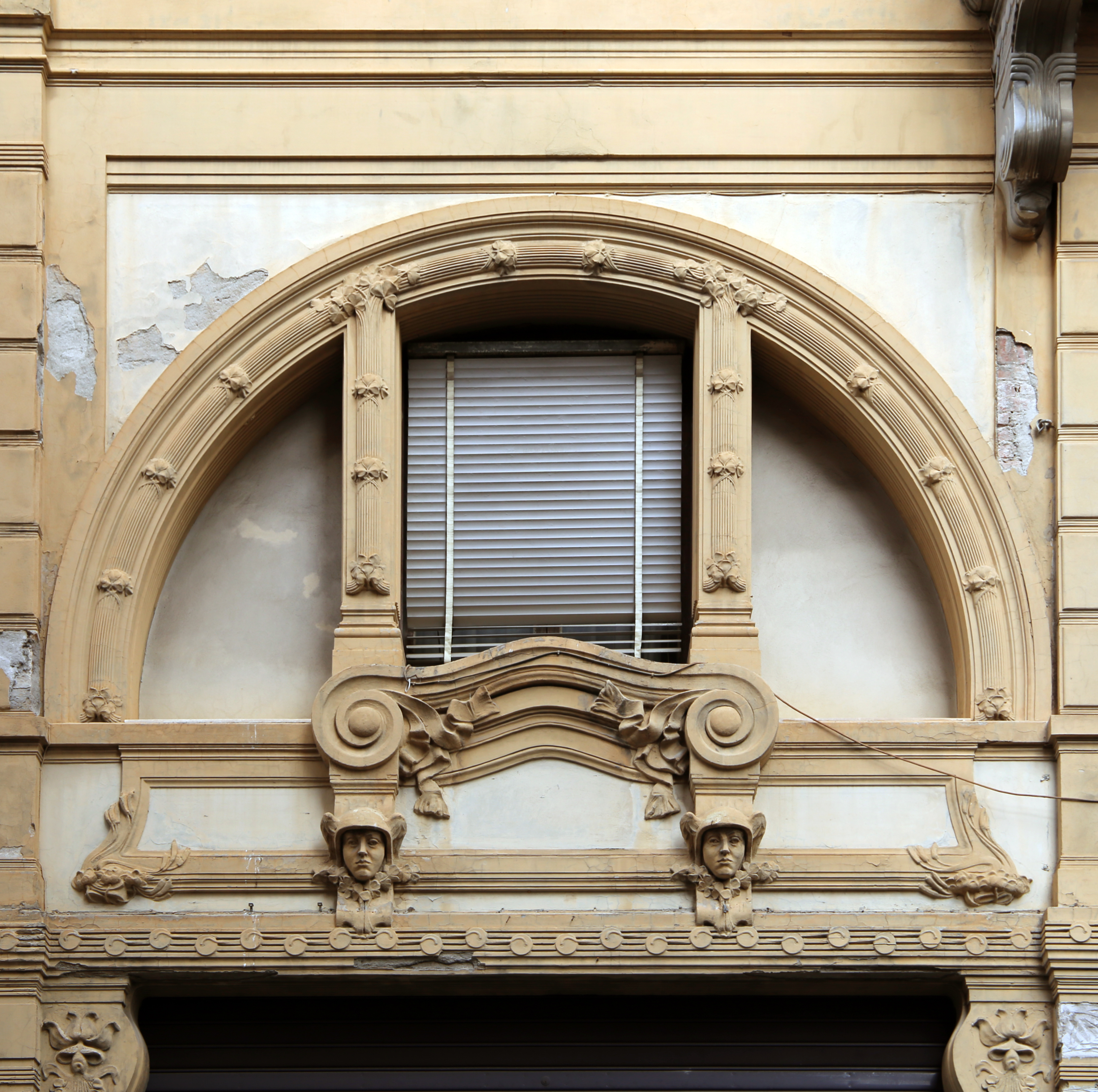
Decorazioni architettoniche

La facciata principale, la cui articolazione classica è arricchita da numerosi elementi decorativi di carattere floreale e secessionista, presenta un ampio settore centrale scandito da un ritmo ternario di aperture e due stretti settori laterali rivestiti a fasce orizzontali di finta pietra dove le aperture si dispongono in successione verticale. 
Al centro del prospetto si apre il portone di ingresso, rialzato di due gradini rispetto al piano stradale, incorniciato e sovrastato da un fastigio a volute recante al centro una sorta di stemma con festoni vegetali.
Il portone, inserito in un corpo leggermente avanzato rispetto al filo di parete e anch'esso irrobustito dal rivestimento a fasce, è fiancheggiato da due ampi fornici rettangolari ad uso di negozi, sovrastati a loro volta, all'altezza del primo piano, da lunettoni semicircolari con ghiera modanata e decorata, tripartiti all'interno da pilastrini.
L'ondulato davanzale delle aperture centrali dei lunettoni termina in due volute sotto le quali sono apposte due piccole protome maschili poggianti a loro volta sulla stretta, corrugata fascia marcapiano costellata di placchette circolari.
All'altezza del secondo piano, separato da un'alta fascia marcapiano, si alternano tre portefinestre con elaborati terrazzini in ferro battuto sostenuti da mensole in marmo bardiglio e due finestrature verticali con davanzale ornato con motivi a carattere floreale sempre in ferro battuto. 
Tutte le aperture sono incorniciate e sovrastate da timpani circolari a volute sostenuti da affusolati mensolotti di sapore classicista. 
Il terrazzino centrale, di ampiezza doppia rispetto a quelli laterali, è a sua volta inquadrato da due strette lesene che si saldano alla fascia aggettante di separazione del terzo ed ultimo piano, scandito nel settore centrale da tre gruppi di trifore, separati da medaglioni con fascia verticale e rosetta alla base. 
La gronda lignea in forte aggetto conclude l'impaginazione di facciata; superiormente, scarsamente visibile dalla strada, si eleva il piano attico, dove è presente un ampio appartamento circondato da una vasta terrazza.

### Interno

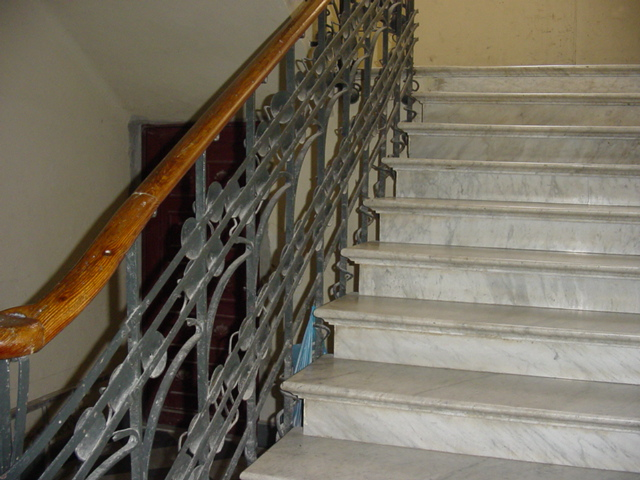
Scalone

All'interno, il vano rettangolare dell'atrio è illuminato da due strette finestre ritagliate nella parete del primo pianerottolo intermedio. Tali finestre si ripetono, pressoché identiche, ad ogni pianerottolo intermedio. 
La scala marmorea, a sviluppo rettilineo a due rampe, conserva ancora il corrimano in legno e la pregevole ringhiera in ferro battuto decorata a motivi floreali.
Su ciascun pianerottolo di arrivo, pavimentato in mattonelle di graniglia bianche e nere, si aprono le porte di tre appartamenti(ciascun piano presenta in realtà una suddivisione diversa degli interni), alcuni dei quali conservano ancora la pavimentazione originale in piastrelle esagonali di grès colorato rosso, giallo e nero, che presentano vari disegni a mosaico a seconda delle stanze.